# Aunese Curreen
Aunese Curreen est un demi-fondeur samoan né le 23 décembre 1981 à Moto'otua (Samoa).
Il représente les Samoa aux Jeux olympiques d'été 2008 de Pékin, au 800 mètres. Il est le premier athlète samoan à passer sous la barre des 4 minutes sur une distance d'un mile. Toujours en 2008, il s'impose aux championnats d'Océanie sur le Semi-marathon.

## Records personnels

### En extérieur
- 400 mètres : 51 s 60 le 1er juin 2003 à Apia
- 800 mètres : 1 min 47 s 72 le 30 août 2007 à Osaka
- 1 500 mètres : 3 min 50 s 40 le 6 février 2007 à Hamilton (Nouvelle-Zélande)
- Mile : 3 min 59 s 91 le 16 février 2008 à Wanganui
- 5 000 mètres : 15 min 42 s 62 le 6 septembre 2007 à Apia